# (740) Cantabia
Pour les articles homonymes, voir Cantabia.
(740) Cantabia est un astéroïde de la ceinture principale découvert le 10 février 1913 par l'astronome américain Joel Metcalf.
Sa désignation provisoire était 1913 QS.